# Phyllosphère

Phytobiome (ou microbiome d'un végétal) occupant l'endosphère (tissus internes de toute la plante), la rhizosphère (dans le sol) et la phyllosphère (sur et sous les feuilles uniquement).
On retrouve aussi sur et dans la plante des microbes plus ou moins ubiquistes et opportunistes, éventuellement pathogènes, provenant de l'air et du sol.

En microbiologie, la phyllosphère est l'ensemble des parties des plantes situées au-dessus du niveau du sol et considéré comme habitat pour les micro-organismes,,.
Notamment en raison du caractère mortel ou inhibiteur des UV solaires pour de nombreux microbes de la phyllosphère,, les habitats microbiens et fongiques sont préférentiellement situés au-dessous du niveau du sol (et surtout dans la mince partie du sol qui gaine les racines et des tiges souterraines) sont considérés comme, respectivement, la rhizosphère et la laimosphère (en) (ou laïmosphère).
La phyllosphère abrite une discrète mais intense vie microbienne,, dont une partie forme le microbiote de la plante, dont on s'est aperçu au début du XXIe siècle qu'elle était plus complexe qu'on ne l'avait précédemment imaginé. Le microbiote présent sur les feuilles, tiges et tronc évolue après la chute des feuilles ou la mort de tout ou partie du végétal, pouvant aussi jouer un rôle dans le processus de décompositioin et de cyclage de la matière organique. Le microbiote peut dans la phyllosphère former de véritables biofilms que l'on commence à mieux caractériser voire à quantifier
On parle même depuis plus d'un demi-siècle de « microbiologie de la phyllosphère »et depuis peu d' « écologie de la phyllosphère ».

## Subdivisions
La phyllosphère peut être subdivisée en caulosphère (tiges), phylloplan (feuilles), anthosphère (fleurs) et carposphère (fruits).

## La phyllosphère comme habitat
Les feuilles et le milieu intérieur des plantes sont un habitat important pour les microbes (bactéries, microchampignons). Ce mode de vie constitue un véritable succès évolutif si l'on en juge par l'hyperdiversité foliaire : une feuille de plante contient généralement entre un million et dix millions de microbes par centimètre carré, avec 10 espèces différentes dans les feuilles d'arbres de forêts tempérées, plus de 100 espèces différentes dans les feuilles d'arbres de forêts tropicales. Une estimation de la communauté microbienne à l'échelle du microbiome endophyte des feuilles est de 106 à 107 cellules/cm2 (jusqu'à 108 individus/g).
La plupart des plantes hébergent diverses communautés de micro-organismes, dont des bactéries, des champignons, des archées et des protistes. Une grande partie de ces espèces forment le microbiote de la plante, lequel varie selon des caractéristiques individuelles (traits fonctionnels notamment) et génomiques de la plante-hôte (y compris chez les arbres et sur leurs feuilles).
Certaines sont bénéfiques, symbiotes voire indispensables pour la plante, servant notamment de défense contre les herbivores et les pathogènes.
D'autres fonctionnent comme des pathogènes des plantes et peuvent agresser la plante hôte ou même la tuer.
Cependant, la majorité des colonies microbiennes observées chez les plantes n'ont pas d'effet détectable sur la croissance ou la physiologie de la plante.

## Applications
La recherche sur l'activité et les fonctions de la vie microbienne de la phyllosphère présente des enjeux importants pour l'agriculture, la sylviculture la santé, par exemple pour les raisons suivantes :
1. Une partie du microbiote des plantes, associé à la phyllosphère a une importance pour leur santé et leur productivité
2. Il a été montré récemment que le biofilm microbien de plantes terrestres peut contribuer à fixer l'azote[22], mais aussi à dégrader certains polluants atmosphériques ; c'est le cas du phénol (qui peut être radiomarqué et suivi)[23]
3. Le traitement des plantes cultivées avec des pesticides et fongicides pourrait avoir un effet négatif en altérant les fonctions de la communauté microbienne (défense, messages chimiques parfumés)[24].
4. La compréhension de la survie des bactéries et des champignons phytopathogènes est essentielle pour le développement de nouveaux moyens de maîtriser leur propagation.
5. Il existe parfois un risque d'intoxication alimentaire ; quand des fruits ou légumes sont contaminés par certaines bactéries, telles que  Salmonella  ou  Escherichia coli O157:H7 . Cela est particulièrement vrai des fruits et des salades fraîches non cuits avant d'être consommés.

La prévention de ces épidémies par de bonnes pratiques de la fourche à la fourchette (HACCP) et par la mise en œuvre de meilleures stratégies de décontamination est importante pour la santé publique.